# Малиновка (Вахневское сельское поселение)
Малиновка — деревня в Никольском районе Вологодской области.
Входит в состав Вахневского сельского поселения, с точки зрения административно-территориального деления — в Лобовский сельсовет.
Расстояние до районного центра Никольска по автодороге — 64 км, до центра муниципального образования Вахнево по прямой — 20 км. Ближайшие населённые пункты — Зеленая Грива, Колесов Лог, Осиновая Гарь.
По переписи 2002 года население — 11 человек.